# アントニー・D・スミス
アントニー・D・スミス（Anthony David Stephen Smith、1939年9月23日 - 2016年7月19日）は、イギリスの社会学者。ロンドン・スクール・オブ・エコノミクス教授。
ロンドン出身。オックスフォード大学を卒業し、ロンドン・スクール・オブ・エコノミクスで博士号取得。
ナショナリズム研究を専門とし、国民（ネイション）およびナショナリズムを近代特有の産物とみるエリック・ホブズボームやアーネスト・ゲルナーの議論に対して、それ以前から存在する文化的共同体（エトニ、エスニーとも訳される）との連続性を重視する立場をとる。

## 著書

### 単著
- Social Change: Social Theory and Historical Processes, （Longman, 1976）.
- Nationalism in the Twentieth Century, （Martin Robertson, 1979）.

巣山靖司監訳『20世紀のナショナリズム』（法律文化社, 1995年）
- State and Nation in the Third World: the Western State and African Nationalism, (Wheatsheaf Books, 1983).
- Theories of Nationalism, 2nd ed., （Holmes & Meier, 1983）.
- The Ethnic Origins of Nations, （Blackwell, 1986）.

巣山靖司・高城和義・河野弥生・岡野内正・南野泰義・岡田新訳『ネイションとエスニシティ――歴史社会学的考察』（名古屋大学出版会, 1999年）
- National Identity, （Penguin, 1991）.

高柳先男訳『ナショナリズムの生命力』（晶文社, 1998年）
- Nations and Nationalism in a Global Era, （Polity Press, 1995）.
- Nationalism and Modernism: A Critical Survey of Recent Theories of Nations and Nationalism, (Routledge, 1998）.
- Myths and Memories of the Nation, （Oxford University Press, 1999）.
- The Nation in History: Historiographical Debates about Ethnicity and Nationalism, (Polity Press, 2000）.
- Nationalism: Theory, Ideology, History, （Polity Press, 2001）.

庄司信訳『ナショナリズムとは何か』（ちくま学芸文庫, 2018年）
- Chosen Peoples: Sacred Sources of National Identity, (Oxford University Press, 2003).

一条都子訳『選ばれた民――ナショナル・アイデンティティ、宗教、歴史』（青木書店, 2007年）
- The Antiquity of Nations, （Polity Press, 2004）.

### 編著
- Ethnicity and Nationalism, （E. J. Brill, 1992）.

### 共編著
- Nationalism, co-edited with John Hutchinson, （Oxford University Press, 1994）.
- Ethnicity, co-edited with John Hutchinson, （Oxford University Press, 1996）.
- Nationalism: Critical Concepts in Political Science, 5 vols., co-edited with John Hutchinson, （Routledge, 2000）.